# 入江末男
入江 末男（いりえ すえお、1946年12月10日 - ）は日本のファッションデザイナーである。

## 略歴
1946年　大阪府生まれ。

1968年　大阪の総合デザイナー学院を卒業後、「HIROKO KOSHINO」に入社。

1970年　渡仏。10年間、高田賢三のアシスタントを務める。

1979年　フランスに拠点を置きながら、日本のブランド「STUDIO-V」の専属デザイナーに就任。80年代半ばまで活動する。

1983年　「IRIE」を設立、パリ左岸のプレ・オ・クレール通りに１号店をオープン。

2000年　洗濯機で洗えるデイリーウエアの新ライン「IRIE WASH」をスタート。

2005年　香水「IRIE WASHオードトワレ」を発表。

2011年　伊勢丹新宿店での取り扱い開始。

2016年　フランス芸術文化勲章シュヴァリエ受章。